# ダンジョントラベラーズ2-2 闇堕ちの乙女とはじまりの書
『ダンジョントラベラーズ2-2 闇堕ちの乙女とはじまりの書』（ダンジョントラベラーズ ツーツー やみおちのおとめとはじまりのしょ）は、アクアプラスより2017年4月20日に発売されたPlayStation Vita用ゲームソフト。PlayStation Vita TVにも対応。2023年6月9日にDMM GAMESでWindows 10/11版ダウンロード販売が開始された。略称は『DT2-2』『ダントラ2-2』。

## 概要
『ダンジョントラベラーズ2 王立図書館とマモノの封印』の続編。もしも前作のラスボスの魔神に敗北していたら・・・という「もしも」の設定のロムレア王国が舞台となっている。前作の主要キャラクターは闇堕ちした状態で登場する。
キャラクターデザインはみつみ美里、カワタヒサシ、甘露樹、ここのか、すまき俊吾、Bou。
ゲームシステムは前作に準じるが、新たに「召喚マモノ」と「傭兵バディ」が追加されている。大封印書を装備することや、酒場で傭兵を雇うことで6人目・7人目のメンバーとして戦闘に参加する。行動は自動。
通常版、PlayStation Storeのダウンロード版の他、特典を同梱したプレミアムエディション（限定版）が発売される。プレミアムエディションには設定資料集、2枚組のドラマCD、レトロゲーム調にアレンジしたサウンドトラックCD、クリアチャームが付属する。
2017年4月6日よりPS Storeにて体験版が配信された。セーブデータは製品版に継承可能。ただし、体験版ではレベルは12まで、所持金は9999ゴールドが上限となっている。
2023年DMM版と同時進行でSteam版の制作が企画されていたがSteamのガイドラインに合わせるとクオリティの維持が困難という理由で2023年7月13日に発売中止が発表された。

## ストーリー
古代、世界にはマモノが巣食っていた。魔神は長い戦いの末に封印され世界には平和が訪れた。ロムレア王国が建国されて、およそ500年後、封印されていた魔神が復活してしまう。魔神を討伐するためにフリード・アインハルト達は王立図書館の最深部へと向かう。しかし、フリードたちは魔神に敗れ、ロムレア王国は闇に落ちてしまう。
魔神に敗れたフリードは記憶を失い、少年の姿になってしまう。刻の館に住んでいた魔法使いのジーナは魔神を討伐し、ロムレアを奪還するため、散り散りになったフリードたち討伐隊のメンバーを再度集める。

## 登場人物

### プレイアブルキャラクター
フリード・アインハルト
声 - 村田太志
前作および本作の主人公。王立図書館に所属し、魔物を封印する職業のライブラだったが、魔神に敗れたことで魔神に憑依されて記憶を失い、少年の姿「ちびフリード」に変貌。髪は白くなり、眼は赤くなっている。昔は真面目だったが闇堕ちしてからは一変して、傍若無人で魔物探求の好奇心に突き動かされるようになっている。
ジーナ
声 - 村川梨衣
刻の館に住む魔法使い。ウイッチハットをかぶり、手には杖を持っている。髪はややウェーブがかった黒髪ロング。初期クラスはマジックユーザー。魔物の手に堕ちたロムレアを奪還するためフリードを見つけ出す。言うことを聞かないフリードに電撃を発する首輪を与える。フリードからは絶壁女と呼ばれる。
ルコ
声 - 河野茉莉
ジーナに仕える少女。膝まで届く銀色の長髪を頭のてっぺんで縛っている。初期クラスは物理攻撃職のファイター。性格はガサツ。腕力が強く、長身で胸も大きいためフリードからはデカ女と呼ばれる。
イリーナ・ローゼンマイア
声 - 米澤円
ロムレア王立図書館の館長。魔神に身体を乗っ取られ、フリードが分離に成功するがフリード達が魔神に敗北したことでバブルスラぴょんに憑依されて再び闇堕ちした。闇堕ち中は若い男の精気を求めていた。闇堕ち後はお団子ヘアで、青く光る眼になっている。元々魔神に憑依されていた期間が長かったため、闇堕ちから戻っても魔力が回復せず、しばらくパーティ入りしない。
ツララ
声 - 下田麻美
ヤエと共にフリード達の仲間になったコウガの里のくノ一。魔神に敗北し、ねこばばに憑依されて闇堕ちした。闇堕ち中は武器集めをしておりフリードの持つ刀を狙っていた。闇堕ち後は猫耳を生やした武蔵坊弁慶のような井出達になっている。憑依されたマモノが猫である為か、「な」の発音や語尾が「にゃ」になる。
ユーニ・コルテク
声 - 金元寿子
酒場でバード（吟遊詩人）として働いていた少女。魔神に敗北し、セイレーンに憑依されて闇堕ちした。闇堕ち中は友だちメフメラを守れなかった自責の念で塔に引きこもり嘆きの歌を歌い続けていた。闇堕ち後は背中から翼を生やした鳥人のようになっている。
リゼリエッタ・マーシュ
声 - 小倉唯
フィオラの経営する孤児院の少女。魔神に敗北し、ヴァンパイアに憑依されて闇堕ちした。闇堕ち中はフリードを独り占めするため、理想の街を創り上げ領主となりフリードと二人で平和に暮らそうとしていた。闇堕ち後はお下げを解いて、黒い服を着ている。
宝蔵寺八重
声 - 長谷川瑜ら
東方のラカン王国出身の少女。フリード達と魔神に挑むが、敗れて行方不明になりデス13に憑依されて闇堕ちした。闇堕ち中は自分より強い夫を得るため、自分より強い漢（おとこ）を探していた。闇堕ち後は重火器と奇妙な武器を手にしている。
コネット・サントノーレ
声 - 赤﨑千夏
元王立メイド隊員。魔神に敗北し、乙姫に憑依されて闇堕ちした。闇堕ち中は乙姫の代わりに竜宮城の主となり侍従たちを顎で使い、食っちゃ寝の自堕落な生活を送っていた。闇堕ち後はピンクのドレスを着ている。
メフメラ
声 - 岩崎愛
狐のような耳を持った白い肌と髪の少女。マモノと人間の間に生まれた魔人。闇堕ち後は紅い眼で、黒い服を着ている。しかし、実際には闇堕ちしておらず、結界を張って異界の侵攻をロムレア周辺で抑えている。
モニカ・メイシー
声 - 中村繪里子
メルヴィの父の依頼でフリードの身元を調査するために派遣されたスパイ。魔神に敗北し、エレキテルに憑依されて闇堕ちした。闇堕ち中は大金持ちになるため、ルーセ離宮の宝物庫の宝を手に入れようとしていた。眼鏡をかけていたが闇堕ち後は眼鏡がなくなり、黒い服に身を包んでいる。元に戻った後は待機中の余暇時間に借金返済のため金を稼ごうとリンリンに店番のバイトに雇ってもらおうとしたが全力で拒否されたため、酒場を開業し傭兵と冒険者の仲介業をすることになる。
エルトリシア・ヴィトール・ド・リッツエヴァン
声 - 小笠原早紀
ロムレア王国の王女。闇堕ち中は王家の者の使命として魔神騒動を解決するため、初代王女ヴィトーリアの力を手に入れようとしていた。闇堕ち後は鞭のような武器を手にしている。
スフレ・トゥイニー
声 - 佐倉綾音
獣人が好きなスカウトの少女。獣人の里の為にフリード達と魔神に挑むが、敗れて行方不明になる。闇堕ち中は獣人の素晴らしさを人間に広めるため、戦闘用に洗脳した獣人の傭兵を格安で貸し出す商売をしていた。闇堕ち後は白い髪でアイパッチをしている。
グリシェリーナ・エフレノア
声 - 嶋村侑
通称グリシナ。イリーナの士官学校時代の同期の冒険者。闇堕ち中は獣人たちを力で従わせ赤ずきんやシンデレラといった童話の演劇ごっこでヒロイン気分に浸っていた。闇堕ち後は金髪になり、黒い大きなリボンをしている。
リリアン・クレイパー
声 - 石原夏織
ネガティブ思考で中二病的な少女。闇堕ち中は闇の世界を作るため、聖なる泉の力でフリードの持つライブラの書を解放しようとライブラ志望の少女を装いライブラの書を奪おうとしていた。闇堕ち後は蒼い目で、金髪になっている。
フィオラ・マーシュ
声 - 牧口真幸
教会を運営するシスター。闇堕ち中は多くの魔物をしもべにするため、聖なる泉の力でフリードの持つライブラの書を解放しようとフリードを大人の色気で騙しライブラの書を奪おうとしていた。闇堕ち後は赤い眼になり、口元をヴェールで隠している。
イスト
声 - 大久保瑠美
エルトリシアに仕えるメイドロボ。ロボのため、闇堕ちせず電力不足と故障で動けなくなっていたところをマグ・メルの精霊に拾われた。レストア後マグ・メルの精霊の魔力で動かし妖精の森を守るため用心棒として使われていた。ジーナの電撃魔法で電力を送り元に戻った。マグ・メルの精霊の趣味で紅い眼になり、蝶のような羽が背中から生えている。
アリシア・ハート
声 - 茅野愛衣
フリードの幼馴染で王立士官学校出身の少女。闇堕ち中は二度と負けない強さを得るため、強い変異種を求めてさまよっていた。闇堕ち後は眼が蒼くなり、両手に大剣を持っている。
メルヴィ・ド・フロレンシア
声 - 下屋則子
王立士官学校でアリシアやフリードと同期だった魔法科出身の少女。闇堕ち中は魔物オタクのフリードの思考や視線を独占するため、闇の女王となり魔物の頂点に君臨していた。闇堕ち後は紅い瞳で白い髪になっている。

### NPC
ベアード
声 - 最上嗣生
シリーズ常連の熊の獣人。職業はライブラ。ペギーと一緒に現れて漫才調でゲームシステムの解説を行う。今作ではダンジョン内でしょっちゅう死亡しては三角巾を付けて死亡報告を行う。期間限定でペギーとセットで傭兵として雇うこともできる。傭兵の中で唯一のライブラ職を売りにしているがライブラ専用スキルがあるわけではない。
ペギー
声 - 儀武ゆう子
シリーズ常連のペンギンの獣人の冒険者。ベアードと一緒に現れて夫婦漫才調でゲームシステムの解説を行う。今作ではダンジョン内でしょっちゅう死亡してはお札を付けて死亡報告を行う。期間限定でベアードとセットで傭兵として雇うこともできる。費用は高いがINTが極端に高い（設定上はベアードのINT)ので魔法ファイアボールはその時点でトップクラスの火力を誇る。
リンリン
刻の館で使用されているオート・マタ。和服を着ており、緑の髪をしている。アイテムショップ「リンリン堂」の店員だが、言葉遣いはたどたどしく、「しやがれ、ください」等敬語と暴言が入り混じる。
ウーティス
声 - 藤田昌代
フリードに戦術指南を行うためにやってきた少女。ペールグリーンの髪をして、眼鏡をかけている。前作までのメイド先生（声優の都合で登場しない）の代わりに追加された新キャラ。メイド先生と違いフリードとの会話形式の講義になっている。
メリーコンダクター
羊の姿の獣人。刻の館で依頼屋を開店する。
コールドペギー・クリーマリー
ペンギンの姿の獣人。ダンジョン内でアイスクリームを販売しており、購入すると全員のHP、TP、ヤル気、状態異常を回復してくれる。
ペギン・マッコイ
ペンギンの姿の獣人。ダンジョン内で消費アイテムや装備品を販売している行商人。
ハチマキクマー
白熊の姿の獣人。ダンジョン内でまぼろし軒というラーメン屋台をやっている。TPの回復やエンチャントの効果がある。
魔神
マモノの頂点に君臨する神。100年ほど前、世界に侵攻してきたが神獣やジーグドラド、ヴィトーリアらとの戦いで封印された。しかし、前作でイリーナに憑依する形で復活、異界のゲートを開こうとしたが、フリードら討伐隊と戦い、勝利はしたものの力と記憶の大半をフリードの身体の中に封じられた。
神としての名はサタナエルと言い、かつて弟神と共に世界の半分をもらう約束で世界を創造したが、裏切られて異界に封じられてしまっていた。
アラディア
本編クリア後の異章で登場する謎の女性。ちびフリードが魔神の一部を取り込んで生まれた存在ならば彼女は魔神の一部がフリードの力と記憶を取り込んで生まれた存在。もう一人のフリードであり、もう一人の魔神でもある。フリードの記憶や癖なども受け継いでいるが、思考などは魔神寄りであり、魔神だったころの目的である神を取り込んでこの世界の神になり替わろうと奔走する。しかし、最後はフリードらに敗れ、フリードの中に封印される。意識は残っており、神との最終決戦前にフリードにのみ全てを話した。
光り輝く者
光明平原最上留に住むこの世界の神。アラディア曰く、半神前の神であり、本来神の器ではなかったが、姉であるサタナエルと協力して世界を作り、母であるバナギアと共謀してサタナエルを裏切って異界に封じ込めたうえで世界を牛耳っている。姿は超巨大な赤子で、自分が作った存在は自分の道具ぐらいにしか思っておらず、100年前の魔神の侵攻の際に神獣を遣わしたのは単に自分の力が魔神には及ばず神力を無駄遣いしたくなかっただけである。性格も駄々をこねる子供そのものであり（アラディア曰く神は大概こんな性格らしい）、その様にその場にいた誰もが呆れ返って命令を聞くことは無く、フリードらに滅ぼされてフリードに吸収される。その結果、フリードは元のフリードの記憶に加えて神と魔神、両方の記憶を受け継いで世界の神となった。

### DLCキャラクター
本作ではダウンロードコンテンツとして追加ダンジョンが配信され、アクアプラスの他の作品のキャラクターがゲスト出演する。
小木曽雪菜
声 - 米澤円
『WHITE ALBUM2』からのゲスト出演。ダウンロードダンジョン「峰城大付属高校」に登場。
ネコネ
声 - 水瀬いのり
『うたわれるもの 二人の白皇』からのゲスト出演。ダウンロードダンジョン「帝都」に登場。
タルト
声 - 釘宮理恵
『ティアーズ・トゥ・ティアラII』からのゲスト出演。ダウンロードダンジョン「城塞都市タルテトス」に登場。
柏木初音
声 - 水橋かおり
『痕』からのゲスト出演。ダウンロードダンジョン「鶴来屋」に登場。

## 舞台
ロムレア王国
本作の舞台となる王国。大陸の1/3の領土を持つ大国。首都はアクティム。異界のゲートが開き、マモノに占領されてしまった。
刻の館
グリューネワースにある魔女ジーナの拠点。フリード達の冒険の拠点でもある。パーティーメンバーの変更、倉庫へのアイテムの預け入れと取り出し、一定のレベルに達していればクラスチェンジができる。かつてロムレア国王の初代女王に従っていた錬金術師ジーグドラドの暮らしていた錬金工房。
封印管理室
刻の館にある大昔の封印書が収められた書庫。同じマモノを9体封印すると、そこから封印書を精製できる。
リンリン堂
刻の館にあるアイテムショップ。消耗品の購入、不要なアイテムの売却、ダンジョン内で入手した不確定アイテムの鑑定が行える。オート・マタのリンリンが店員。
秘密の館
ウーティスが住み着いた館。戦術指南と称してゲームシステムの解説を行う。
依頼屋
メリーコンダクターが営むお店。特定のマモノ退治やアイテムの入手など様々なサブクエストを依頼され、達成すると報酬を貰える。
酒場
傭兵バディを雇うことができる施設。本作より追加された新要素の一つ。
着替え屋
現在のクラスに関係なく、キャラクターグラフィックを変更できる施設。着替え用の衣装を購入することで、着替えることができる。本作から追加された新要素の一つ。

## ダウンロードコンテンツ
峰城大付属高校 (Houjou University High School)
2017年4月20日配信開始。『WHITE ALBUM2』をモチーフにした追加ダンジョン。小木曽雪菜などのキャラクターも登場する。
帝都（Imperial Capital）
2017年5月2日配信開始。『うたわれるもの 二人の白皇』をモチーフにした追加ダンジョン。ネコネなどのキャラクターも登場する。
城塞都市タルテトス(The Fortified of Tartetos)
2017年5月18日配信開始。『ティアーズ・トゥ・ティアラII 覇王の末裔』をモチーフにした追加ダンジョン。タルトなどのキャラクターも登場する。
鶴来屋（Tsurugiya）
2017年5月25日配信開始。『痕』をモチーフにした追加ダンジョン。柏木初音などのキャラクターも登場する。
水着
2017年4月27日配信開始。「着替え屋」でキャラクターグラフィックを水着に変更できる全キャラクター分のコスチュームセット。装備キャラクターの取得経験値が2倍になるアイテム「経験値2倍の会員証」も付属する。
IFクラス衣装
2017年5月11日配信開始。「着替え屋」でキャラクターグラフィックを変更できる全キャラクター分のコスチュームセット。「IFクラス」のため、マジックユーザー系のキャラクターにファイター職のグラフィックなど、本来は転職できないクラスのグラフィックが用意されている。装備品のアイテムドロップ率が上昇するアイテム「超大吉のおみくじ」も付属する。
ダンジョントラベラーズ2-2 DLCシーズンパス
2017年4月20日配信開始。上記のダウンロードコンテンツをまとめて購入できるシーズンパス。個別に買うよりも安く購入できる。
闇堕ち衣装
2017年9月21日配信開始。「着替え屋」でキャラクターグラフィックを変更できる全キャラクター分のコスチュームセット。「闇堕ち」時の衣装になる。装備キャラクターの獲得経験値が2倍になる上にステータス上昇、HP・TP回復効果のあるアイテム「経験値2倍の会員証SP」も付属する。このDLCのみシーズンパスには含まれない。

## 楽曲
オープニングテーマ「り・いんかね～しょん」
作詞 - 須谷尚子、作曲 - 衣笠道雄、歌 - 津田朱里

## 評価
週刊ファミ通のクロスレビューでは、9点、8点、7点、8点の合計32点（40点満点）でゴールド殿堂入りしている。闇堕ちしたifのストーリーやイベントの豊富さ、サービスカット（ご褒美CG）や可愛い女の子キャラクターが評価されており、ジャイアント黒田とくしだナム子が「今週はコレを買え！」に挙げている。難易度についてはジャイアント黒田は高いと評し、くしだナム子は適度な難しさと評している。戦闘の高速化が可能な点やコマンド操作全般の快適さを芦田と戸塚は評価しているが、ナム子はこのあたりがもう少し便利だったらと不満に挙げている。
電撃PlayStationの電撃レビューではカワチが90点、Akが90点、ウォルフ中村が90点、Lが90点を付けている。

## 関連書籍
ダンジョントラベラーズ2&2-2 オフィシャルビジュアルコレクション
ISBN 978-4-04-733283-6
前作『DT2』と本作『DT2-2』のイラスト集。『DT2-2』のアイテムやイベントのデータも収録されている。